# Інбридинг

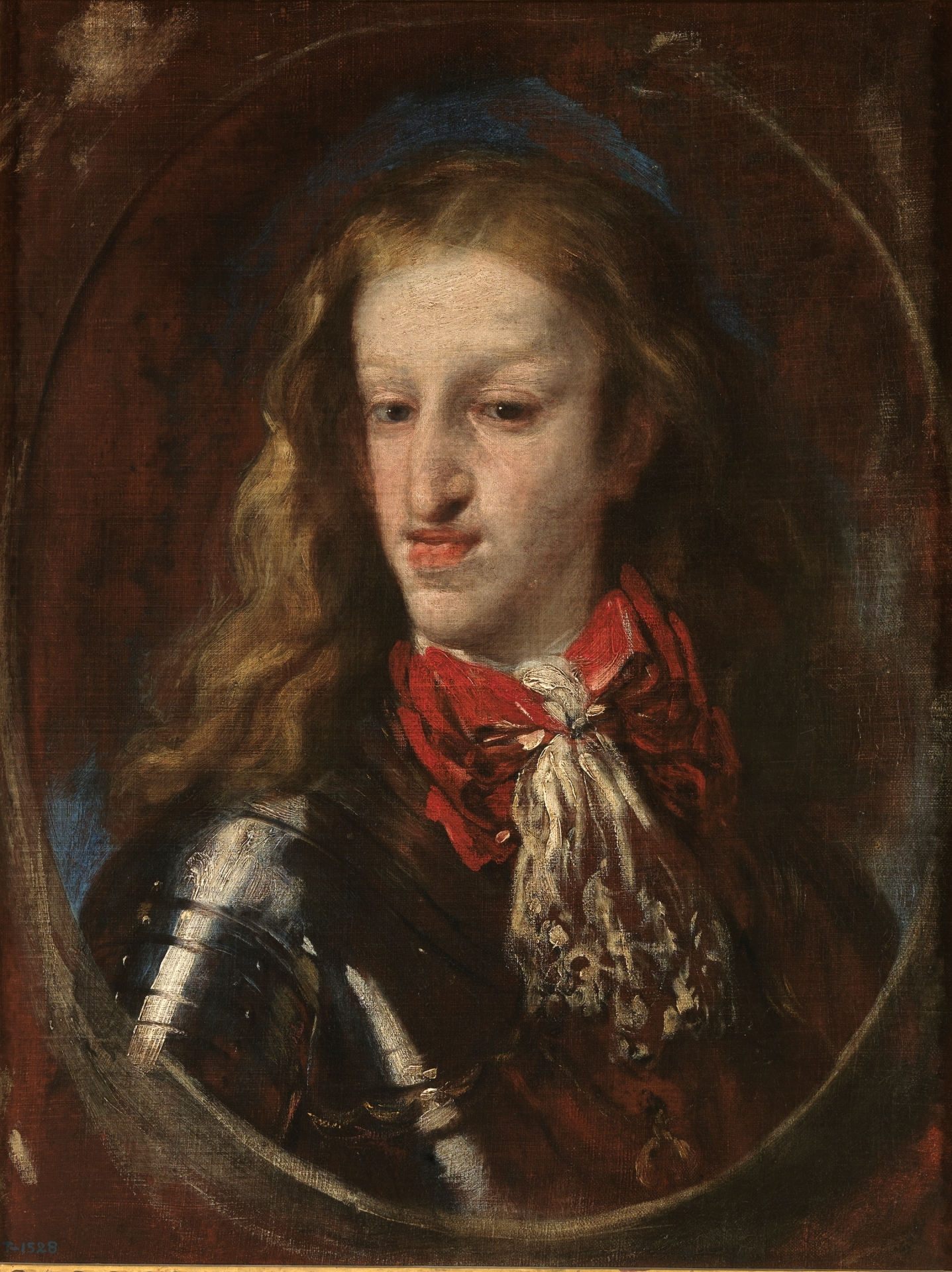
Карл ІІ Іспанський. Мав фізичні та ментальні розлади, ймовірно, через інбридинг.

Інбри́динг або інцухт (англ. inbreeding — від in — в, всередині і breeding — розведення) — схрещування близькоспоріднених організмів. У самозапильних рослин (пшениця, ячмінь, цитрусові та ін.) інбридинг — повністю нормальне явище.
Розрізняють кілька різновидів такого схрещування залежно від рівня генетичної спорідненості шлюбних партнерів. Сам термін "інбридинг" - розведення "в собі" - прийшов із тваринництва, де ним називали схрещування в межах однієї лінії; типу брат × сестра тощо. Найтіснішим інбридингом є самозапліднення.
У тварин і перехреснозапильних рослин при тривалому інбридингу можливі виникнення потворності, зниження продуктивності життєздатності або загибель особин. При схрещуванні інбридних ліній у гібридів першого покоління часто виявляється гетерозис.
Для оцінки сили інбридингу використовують так званий коефіцієнт інбридингу F - імовірність того, що в генотипі особини обидва алелі певного гену будуть ідентичні за походженням.
Аномалія нижньої щелепи була найбільш помітною у Філіпа IV (короля Іспанії і Португалії з 1621 по 1640 роки), верхньої — в імператора Максиміліана I Габсбурга та відразу декількох його нащадків.